# Тико Торес
Тико Торес (Hector „Tico“ Torres) е американски рок музикант – барабанист, член на групата „Бон Джоуви“.
Роден на 7 октомври в Ню Йорк, щата Ню Йорк, но живее в щата Флорида. Женен е за Алехандра и има син Хектор Младши. За свои кумири в музиката счита Джон Колтрейн, Елвин Джоунс, групата „Лед Зепелин“ и „Бийтълс“. Извън групата се занимава с детска мода, наречена „Rock Star Baby“.